# 黑吻真鲨
黑吻真鲨（学名：Carcharhinus acronotus），是軟骨魚綱板鰓亞綱真鯊目真鯊的一种。被IUCN列為瀕危保育類動物，它们通常生活在大西洋西部的热带和亚热带海域。黑吻真鲨一般居住在沿着海岸的海草，沙地等区域。成年黑吻真鲨则喜欢栖息在更深的水域之中。小的黑吻真鲨一般身长就有1.3米。黑吻真鲨具有长而圆的前吻，大眼睛以及小的前背鳍，是典型的流线型「真鯊科」的身形。它的俗名源自它前吻顶部上的黑色斑点，不过年长黑吻真鲨的这一特征会变得较为模糊。
黑吻真鲨主要捕食小的硬骨鱼类和头足类动物，同时它也是其他大型鲨鱼的猎物。和本属鲨鱼的其他成员相似，它们采用胎生的方式进行繁殖，即胚胎始终附着在胎盘上。雌性黑吻真鲨在经历了8至11个月的怀孕期后，将在每年或者每两年的晚春或者初夏时节产3至6个新生的小黑吻真鲨。黑吻真鲨未曾有攻击人类的记录，不过有资料显示它们曾有对潜水者的攻击威胁。这种鲨鱼对商业捕鱼和休闲垂钓仅有中等价值。國際自然保護聯盟已將該物種評估為全球瀕危物種。

## 命名和生物分类
黑吻真鲨得名于前吻顶部上特征的黑色斑点。它的学名由古巴博物学家Felipe Poey命名。他在1860年发表的著作《古巴岛自然历史报告》（Memorias sobre la historia natural de la Isla de Cuba）中对黑吻真鲨进行描述，并命名为Squalus acronotus。后来改为现在的Carcharhinus acronotus。其模式标本是在古巴附近捕捞的一条98厘米长的雄性黑吻真鲨。2008年由Mine Dosay-Akbulut对黑吻真鲨所做的基于核糖体DNA的系统发育分析表明，黑吻真鲨和黑边鳍真鲨（C. limbatus）具有较近的亲缘关系。

## 分布和栖息地
黑吻真鲨栖息在美洲西海岸及其岛屿的大陆架海域，分布范围北到北卡罗来纳州，南到巴西的海域，包括巴哈马、墨西哥湾和加勒比海。它们经常出没于海草床，沙地和贝壳或珊瑚地。黑吻真鲨按照体型大小和性别分开聚居。一般的只有在浅水域中才能发现年轻的黑吻真鲨，而成年的黑吻真鲨喜欢栖息于深度大于9米的水域。生活在南大西洋湾（美国南部的大西洋海岸附近海域）的黑吻真鲨在夏天向北部鱼类迁徙，冬天则向南部（或者远离海岸）迁徙；生活在墨西哥湾的黑吻真鲨也有相类似的迁徙运动。黑吻真鲨有高度的归家冲动，有资料表明幼年和成年黑吻真鲨都年复一年地回到同一个区域。

## 外观和解剖

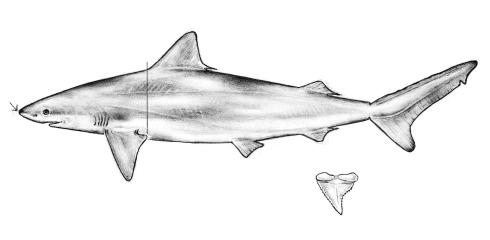
黑吻真鲨及其牙齿的扫描

黑吻真鲨具有细长的流线型的躯体，长而圆的前吻和大眼睛。每个鼻孔前都有发达的皮瓣，用于控制进出水流。上颚和下颚的两侧分别有12至13和11至13排牙齿。牙齿呈斜三角状，有锯齿状边缘；上颚牙齿较下颚牙齿宽大。五对鳃裂较短，不到第一背鳍基底长的三分之一。
第一背鳍较小，似乎呈镰刀状，鳍顶部较尖，有个短的自由末端；第二背鳍相对其它鲨鱼是较大的，但它还是没有第一背鳍的一半高。两个背鳍之间没有隆起部分。胸鳍较短且呈楔形状。躯体由部分重叠的盾鳞覆盖，盾鳞有5至7个纵向突起从而形成边缘齿。背部为黄色至灰绿色，腹部为白色至黄色。前吻顶部有一个特征的暗斑，幼年黑吻真鲨尤其明显。第二背鳍的顶部，尾鳍上叶(尾鳍下叶有时)为暗色。黑吻真鲨通常有1.3至1.4米长，10公斤重。最长的纪录为2.0米，最重的纪录为18.9公斤。

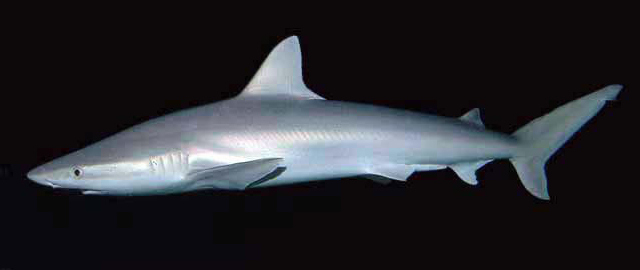
黑吻真鯊體型苗條，鼻子很長，第一背鰭和胸鰭相對較小。
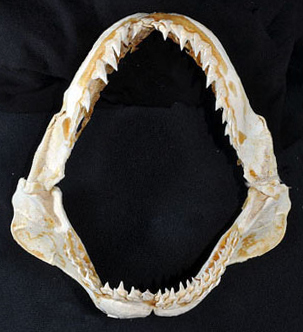
上下顎
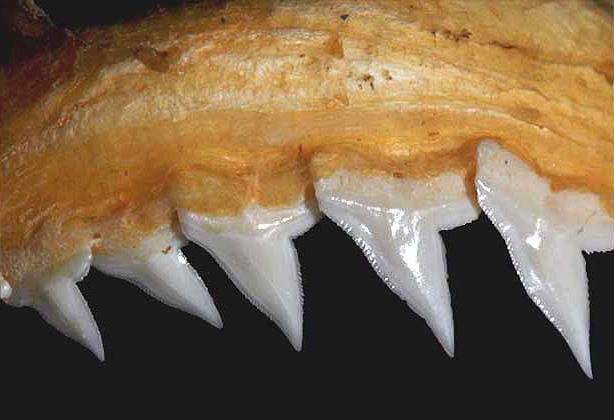
上排牙齒
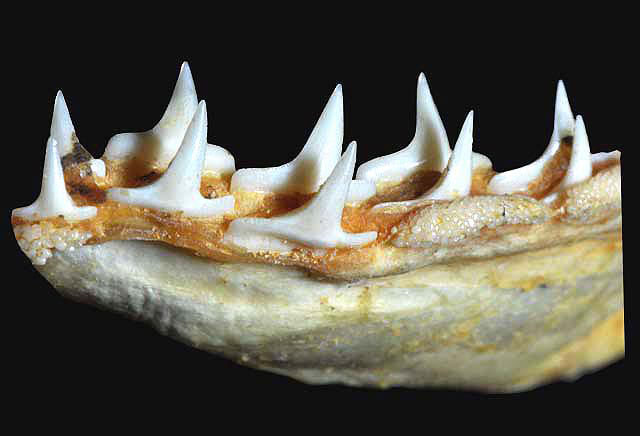
下排牙齒

## 捕食和被捕食
黑吻真鲨体型小，游速快。它主要捕食小型硬骨鱼，包括重牙鲷，石首鱼科，鲷科，醍鱼，箱鲀和二齿鲀科，还有章鱼和其它头足类动物。黑吻真鲨的速度使它们可以在和大型鲨鱼如加勒比礁鲨（C. perezi）竞争猎物时获胜。黑吻真鲨可以组成大的鱼群，有时还夹杂有醍鱼和梭鱼。
黑吻真鲨会被更大鲨鱼所捕食。从被俘获的黑吻真鲨的行为观察表明，它们对入侵的潜水员或新来的其它黑吻真鲨表现出明显的攻击威胁。攻击威胁表现为鲨鱼弓背，放低胸鳍，张开大嘴并大幅度的左右游弋。已知的寄生于黑吻真鲨的物种包括桡足类的Nesippus orientalis， Perissopus dentatus， Pandarus sinuatus, Kroyeria sphyrnae， Nemesis atlantica， 和 Eudactylina spinifera，以及Paraorygmatobothrium 和Platybothrium 属的绦虫。

## 繁殖和生长发育
和其它真鲨一样，黑吻真鲨是胎生的：在胚胎的发育把卵黄消耗殆尽时，空的卵黄囊发育成一个连接胎盘的通道以接受母体提供的营养。雄性企图每年都进行交配，而雌性仅希望每两年繁殖一次。不过根据对巴西东北部附近水域黑吻真鲨的研究，Hazin等人提出雌性繁殖周期是足够短的而可以每年都进行交配。卵黄生成作用（卵巢中形成卵黄的过程）发生在夏末，并且很快在秋季就发生交配和受精，而小鲨鱼将在来年的春天到夏天诞生。这些过程的季节性表明南北半球的黑吻真鲨种群的繁殖循环将相差六个月。雌性的怀孕期大约是8个月（巴西东北部水域）以及9或10至11个月（美国东南部水域）。
雌性一般在浅水域的产卵区如沿海海湾或红树林沼泽产3至6个幼鲨；其中一个已知的产卵区在南南卡罗来纳州的公牛湾。 雌性体型大小和所产幼鲨数量没有关系。 新生幼鲨大约有38至50厘米长。和雄性黑吻真鲨相比，雌性黑吻真鲨生长较缓慢，但可以达到更大的体型并且有更长的寿命。此外墨西哥湾的鲨鱼要比南大西洋湾的生长更慢而寿命更长。在南大西洋湾，雄性和雌性成年鲨的叉长(从前吻到尾鳍叉)都大约在90厘米左右，对应的雄性年龄为4.3年，雌性年龄为4.5年。在墨西哥湾，两者的叉长则都在85厘米左右，对应的雄性年龄为5.4年，雌性年龄为6.6年。根据生活水域不同，雄性的寿命约为5到9年，雌性的寿命约为10到16年。

## 与人类的关系

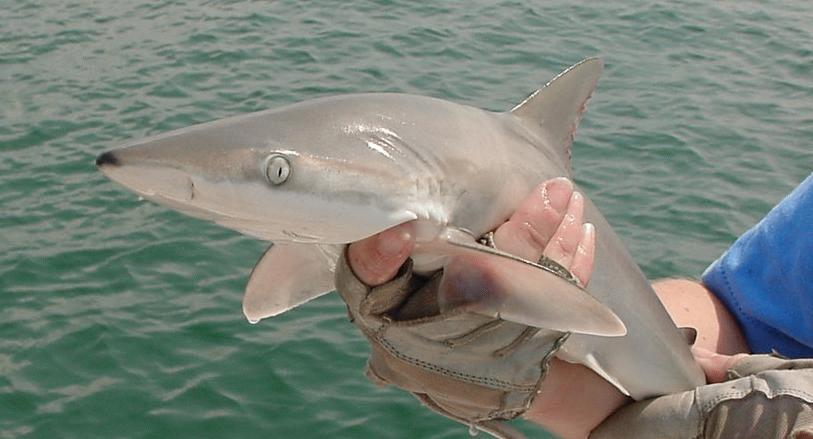
黑吻真鲨未曾有攻击人类的倾向

黑吻真鲨未曾有攻击人类的倾向。不过，如果它表现出攻击威胁时还是必须小心为上。黑吻真鲨被认为是一种供垂钓的鱼，它可以和轻质钓鱼线来场像样的比赛。 它也具有地域商业价值，可以专门捕获或者作为刺网和延绳钓的副渔获物。市场上有晒干或者腌制的黑吻真鲨鱼肉售出。2000年，在美国大约有86,510公斤（约55,638条）黑吻真鲨被人们以商业或者娱乐为目的捕获。渔猎这种鲨鱼受到美国国家海洋渔业服务1993年针对大西洋和墨西哥湾鲨鱼的渔业管理计划的管制。为了商业配额和限制捕捞，黑吻真鲨被分类为“小型沿海鲨鱼”（SCS）。從1999 年到2005年，美國每年平均捕獲27,484條黑吻真鯊（約62 噸）。美國最近進行的庫存評估美國國家海洋暨大氣總署 (NOAA) 已確定，該物種在大西洋和墨西哥灣均已遭到過度捕撈。2009年，NOAA提議為每年6,065頭鯊魚設立單獨的黑吻真鯊配額，並禁止在大西洋使用刺網捕獲鯊魚。相較之下，巴西北部海域的黑吻真鯊族群似乎穩定，而加勒比海地區沒有漁業數據。國際自然保護聯盟已將該物種評估為全球瀕危物種。